# John Graunt
John Graunt (Londres, 24 d'abril de 1620 - Londres, 18 d'abril de 1674) va ser un estadístic anglès a qui es considera el primer demògraf, el fundador de la bioestadística i el precursor de l'epidemiologia. Encara que la seva veritable professió va ser la merceria i també fou un comerciant de teixits, aliè al món científic, les seves activitats socials a la ciutat de Londres li van permetre accedir als butlletins de mortalitat (Bills of Mortality) que van ser la base documental sobre la qual va establir les seves recerques estadístiques, actuarials i demogràfiques.

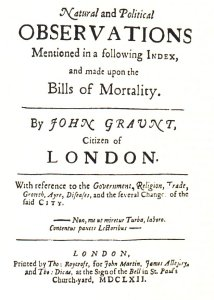
Portada de títol del llibre de John Graunt Observations on the Bills of Mortality (1662).

## Desenvolupament de la demografia moderna
Graunt, al costat del seu amic i deixeble William Petty, va desenvolupar els primers censos de caràcter estadístic. Els mètodes que van utilitzar van servir més tard de marc per a la demografia moderna. Se li atribueix la creació de la primera taula de vida (life table) o taula de mortalitat, que expressava les probabilitats de supervivència per a cada edat. Graunt també és considerat com un dels primers experts en epidemiologia, en el seu llibre apareix la seva preocupació per les estadístiques de salut pública.